# 松風樓
松風樓（しょうふうろう）は、富山県南砺市にある料理旅館。小矢部川西岸に位置する建物は国の登録有形文化財になっている。

## 歴史
四つの建物からなる近代数寄屋建築で、特に東棟と西棟は明治時代の建物である。
2014年（平成26年）10月に国の登録有形文化財になった。
2022年（令和4年）5月以降、新型コロナウイルスの影響により閉店していた。後継者がいないことなどから廃業することになった。

## 建築
四つの建物で構成される近代数寄屋建築である。
- 松風樓東棟 - 1900年（明治33年）築[1]。
- 松風樓西棟 - 1900年（明治33年）築、1951年（昭和26年）頃移築[1]。
- 松風樓一の蔵 - 昭和前期の建物、1951年（昭和26年）頃移築[1]。
- 松風樓二の蔵 - 昭和前期の建物、1951年（昭和26年）頃移築[1]。